# شوكو ميكامي
شوكو ميكامي (三上 尚子) (ولدت 8 يناير 1981)، هي لاعبة كرة قدم، ولعبت مع منتخب اليابان لكرة القدم للسيدات.

## وصلات خارجية
- شوكو ميكامي على موقع قاعدة بيانات كرة القدم.إي يو (الإنجليزية)
- شوكو ميكامي على موقع Soccerway.com (الإنجليزية)